# ويليام بيرنهام وودز
ويليام بيرنهام وودز هو ضابط ومحامي وقاضي وسياسي أمريكي، ولد في 3 أغسطس 1824 في نيوارك في الولايات المتحدة، وتوفي في 14 مايو 1887 في واشنطن العاصمة في الولايات المتحدة. نشط حزبياً في الحزب الديمقراطي والحزب الجمهوري. وقد انتخب معاون قاضي في المحكمة العليا للولايات المتحدة (21 ديسمبر 1880 – 14 مايو 1887).